# Borrachão

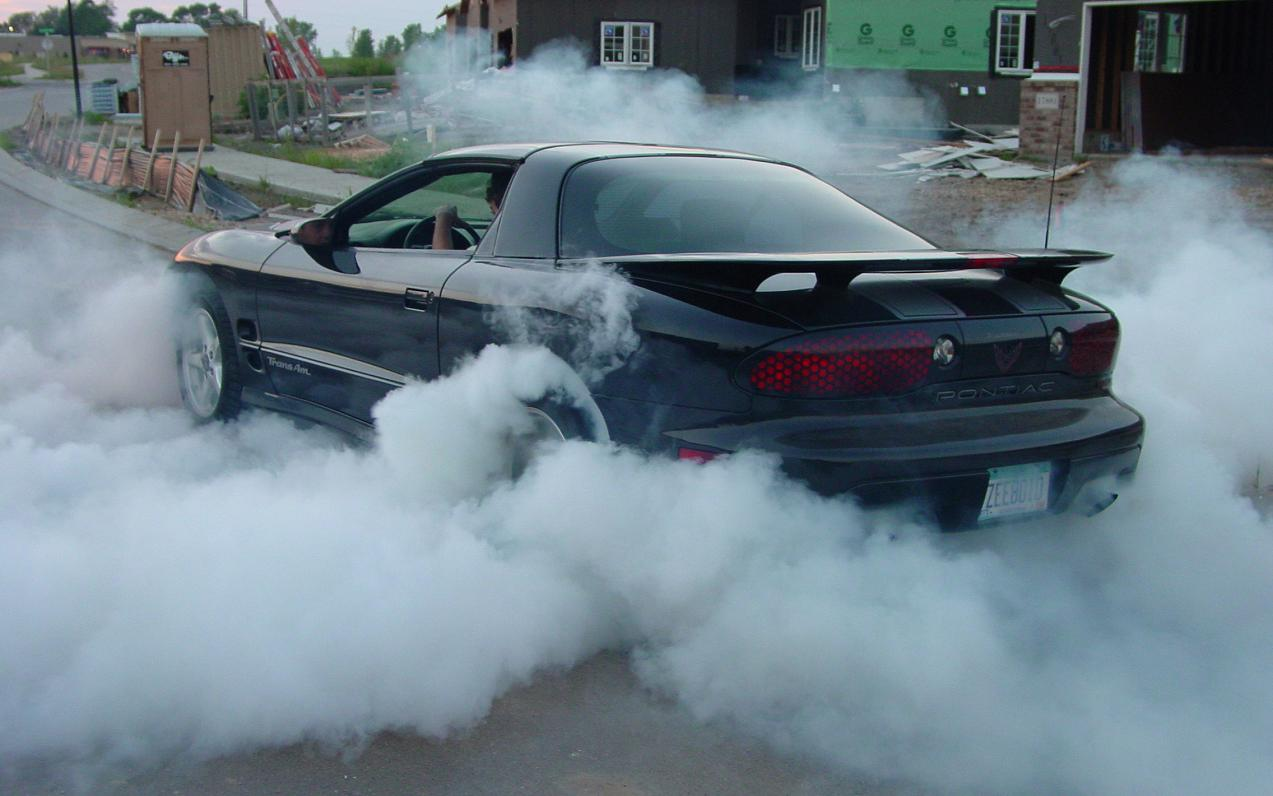
Pontiac Trans Am queimando as borrachas (pneu).

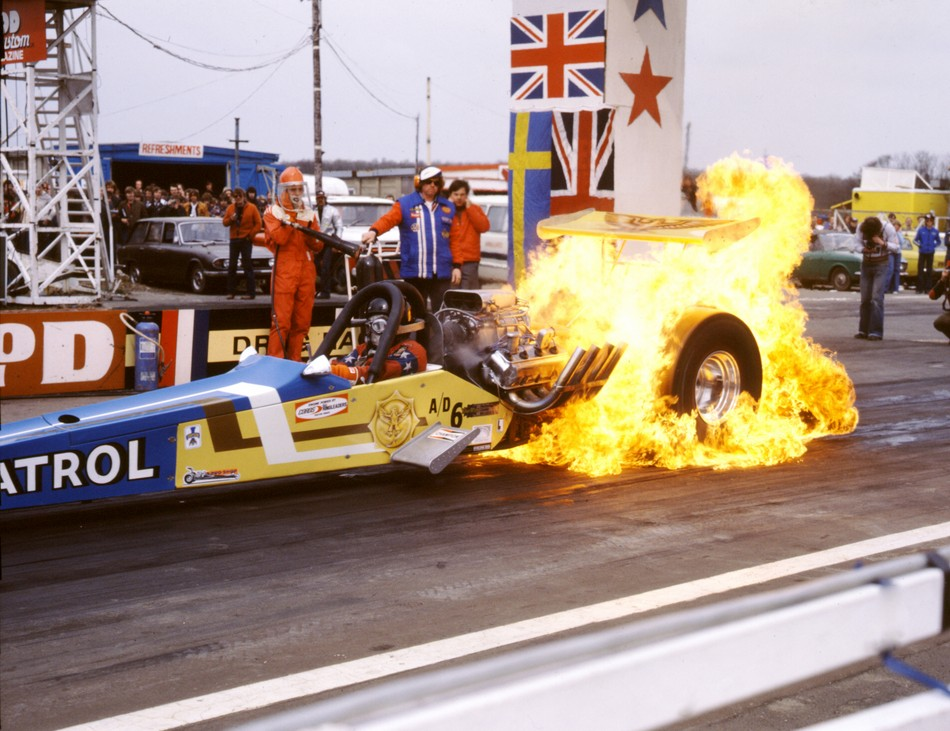
Fire burnout, Santa Pod Raceway, UK.

Um borrachão ou fritada (também conhecido nos países anglófonos como burnout, peel out ou power brake) é uma manobra veicular que consiste em manter o veículo parado, ou quase parado, mas com as rodas girando em alta rotação, fazendo com que o atrito do pneu com o chão, gere fumaça, faíscas e até chamas devido à fricção. Pode ser praticando com motocicletas, carros e eventualmente com triciclos.

## História
Originalmente os dragsters praticavam os borrachões para aquecer os pneus durante uma largada, fazendo que com a alta temperatura nos pneus melhorassem a performance do veículo. Em alguns veículos, existia inclusive uma reserva de combustível chamada burnout box para a atividade.
Burnouts também é uma forma de como os pilotos de Nascar comemoravam suas vitórias. Também é praticado nos campeonatos e apresentações de wheelie como parte das manobras.
No Brasil, se praticado nas ruas, é consolidado uma infração e conforme o denatran (Código de Trânsito, Lei nº 9.503) (Art. 174 do Código de Trânsito Brasileiro), o praticante está sujeito a uma multa gravíssima, somando sete pontos na carteira de habilitaçao, e multa de R$ 172,99 (180 UFlRs), suspensão do direito de dirigir e apreensões da Carteira de Habilitação e do veículo.
Burnouts são comuns em rachas (corridas informais), geralmente utilizados para aquecer os pneus e ganhar mais aderência na pista. Na Austrália, a atividade é proibida em qualquer via pública, podendo se praticada, haver punições que vão desde multas à apreensão do veículo.